# Emerik Derenčin
Emerik Derenčin (Imre Derencsényi en hongrois, Mirko Derenčin en croate ; † 1493) est un militaire et noble hongro-croate. Il fut l'un commandants des forces croates lors de la bataille de Corbavie en 1493 qui vit la défaite de l'armée croate-hongroise face aux forces ottomanes. 
Ban de Jajce (1490-1492) puis capitaine de Senj (1492-1493), Derencsényi et János Both de Bajna sont nommés ban de Croatie, Dalmatie et Slavonie en 1493. János Both de Bajna est tué au cours de la sanglante bataille de Corbavie, Derencsényi est lui capturé et déporté en Anatolie où il meurt quelques mois plus tard.
Il est membre de la famille famille Derencsényi de genere Balog. Il épousa Orsolya Zápolya, sœur d’Étienne Zapolya († 1499), palatin de Hongrie. Ils eurent deux fils et probablement une fille. 

## Sources
- Markó László : A Magyar Állam főméltóságai Szent Istvántól napjainkig (Les Officiers supérieurs de la Hongrie de saint Étienne à nos jours – Une encyclopédie biographique), Magyar Könyvklub, Budapest 2000.  (ISBN 963-547-085-1)
- The Crusades and the military orders, par Zsolt Hunyadi et József Laszlovszky, Central European University Medievala, 2001